# 音节重量
语音学中，音节重量指在音节韵律层面体现出的音段的数量和/或时长的音节模式。在古典印欧语诗歌中，以古希腊语、梵语和拉丁语为首，基于轻重音节之分发展出了诗句的韵律。

## 语音学
重音节是一个有曲折音节核的音节或曲折韵律的音节，尽管并不是所有这种音节在所有语言中都是重音节。曲折核意味着主元音是长元音或双元音；这种音节可记作CVV。带曲折韵律的音节被称作“闭音节”，即带韵尾(音节尾带一个或多个辅音)；这种音节可记作CVC。部分语言中，CVV和CVC都是重音节，而韵腹为短元音、无韵尾的音节(即CV音节)是轻音节。其他语言中，只有CVV是重音节，CVC和CV都是轻音节。其他语言中，CVV音节是重音节，CV是轻音节，部分CVC音节也是重音节(韵尾为响音的情况下)，其他CVC音节则是轻音节(韵尾为阻碍音的情况下)。部分语言还有CVVC音节(同时具有曲折韵腹和韵尾)和/或CVCC音节(韵尾带多个辅音的闭音节) ，即“超重音节”。
在音拍理论中，重音节可被分析为两个音拍，轻音节只有一个，超重音节有3个。
轻重音节之分在部分语言的音系学中起着关键作用，特别是存在重音的语言。例如，在土耳其语用于地名的塞泽尔式重音模式中，主重音以抑扬格(即倒数第二音节为重音)形式出现：(L'L)σ。不过，当音步内第一个音节为重音节、第二个为轻音节时，抑扬格变为扬抑格(即倒数第三音节为重音)，因为主重音需要落到重音节上：('HL)σ，而不是*(H'L)σ。

## 西方古典诗词

### 基本定义
在古希腊文学长短短六步格和古罗马文学中，诗句都要遵循特定的韵律模式，如基于轻重音节分布。重音节被称作，轻音节是(在现代，与古代术语相对应。也叫作“长音节”，则是“短音节”，但这使得它们和元音长度的概念混淆)。
相似地，古典梵语韵律的韵律模式包含相似音节重量音节组的分配，被称作gaṇas(与希腊音步韵律平行)。重音节被称作guru，轻音节则是laghu。:843–856
包含长元音或双元音的音节一般认为就是重音节(因此“自然地长”—无论如何都长)，短元音后跟多个辅音时也是重音节(“位置地长”)。另一方面，如果是开音节且只有短元音则为轻音节。:177–178
拉丁语的例子：

(《埃涅阿斯纪》 1.1-2)
第一个词(arma)的第一个音节是重音节(“位置”)，因为短元音(A)后跟多个辅音(R和M)—如果后面没有M，那它就是轻音节。第二个音节是轻音节，因为有短元音(A)和仅仅一个辅音(V)。同理，下一个音节也是轻音节。的第二个音节则是重音节(“位置”)，因为短元音后跟多个辅音(M和Q)。
不过，的第一个音节是重音节(“自然”)，因为其中有双元音。类似地，第二行的第五个音节(的第一个音节)是重音节(“自然”)，因为包含长元音，无论后面是什么音都是重音节。(“Italiam”这个词的情况比较特殊，此处诗人将其首音节处理为“自然长”，这使它更适合整句诗的韵律)
“位置地长”的音节实际上与闭音节是相同的，因为出于希腊语和拉丁语的音节划分规则，古典时代的拉丁语和希腊语仅当辅音后继辅音时，将其划入前面的音节。复辅音的情况下，前面的音节只包含第一个辅音，剩下的辅音属于第二个音节。例如，拉丁语将划为，但则是，是。

### 例外
- 希腊字母(Ζ、Ξ和Ψ)及其对应的拉丁字母、(和)读作两个辅音，所以它们也会将前面的音节变重。[4][5]例如，的第一个音节是重音节，因为Z中包含两个辅音。
- 梵语韵律还出于音节重量的考量将अं和अः(随韵和止韵)当做辅音，而不是一般分析的元音。[3][6]:178
- 塞音–流音组合(通常)或塞音–鼻音组合(有时)在拉丁语和希腊语中一致；也即，两个辅音的发音时长与发一个辅音相等。因此，它们不会将前面的音节延长，除非诗人有意阻止。例如，的第一个音节一般是轻音节，尽管这是短元音后接两个辅音的情况，音节划分为。不过，送气-鼻音或浊音-鼻音组合并不与它们一致，一般都会将前面的音节延长。
- 荷马及其模仿者笔下，在标准爱奥尼亚字母中不再发音、古典时代便废弃不用的ϝ仍能因位置而延长，尽管在荷马的诗中一般都不将它写出了。例如，在 (《奥德赛》, 9.3)中，的首音节是长的，尽管里面只有一个短元音，后接一个辅音。不过这个词原本写作，ϝ仍能因位置将音节延长。不过因为ϝ自荷马史诗编篡开始就消失了，它的影响有时也难以观察到，本应包含ϝ的词中无法观察到它的影响。

如上注，诗句中轻重音节的数量和词序(以及音顿)共同调节诗句的韵律，如最知名的古典韵律——长短短六步格。